# San Pedro Tapanatepec
San Pedro Tapanatepec är en ort i Mexiko.   Den ligger i kommunen San Pedro Tapanatepec och delstaten Oaxaca, i den sydöstra delen av landet, 600 km sydost om huvudstaden Mexico City. San Pedro Tapanatepec ligger 57 meter över havet och antalet invånare är 7 208.
Terrängen runt San Pedro Tapanatepec är kuperad österut, men västerut är den platt. Runt San Pedro Tapanatepec är det ganska glesbefolkat, med 24 invånare per kvadratkilometer. Närmaste större samhälle är Chahuites, 8,0 km söder om San Pedro Tapanatepec. Omgivningarna runt San Pedro Tapanatepec är en mosaik av jordbruksmark och naturlig växtlighet.